# Marin Jakoliš
Marin Jakoliš (Sebenico, 26 dicembre 1996) è un calciatore croato, attaccante del Noah.

## Biografia
Nato a Sebenico, anche suo fratello maggiore Antonio è un calciatore professionista.

## Caratteristiche tecniche
È un centravanti.

## Carriera

### Club
Cresciuto nelle giovanili del Sebenico, ha esordito il 23 marzo 2013 in occasione del match perso 2-0 contro il Pomorac. Il 21 luglio 2021 viene ceduto in prestito secco ai Narančasti, squadra in cui mosse i primi passi. Il 7 agosto segna la prima rete con la squadra dalmata nella trasferta di campionato pareggiato 1-1 contro il Slaven Belupo. Si ripete nella giornata successiva distinguendosi con una rete e tre assist nella vittoria per 6-2 ai danni del Hrvatski Dragovoljac. Il 28 agosto incornicia una fantastica prestazione in occasione della vittoria casalinga per 3-1 sull'Istria 1961, sue due reti ed un assist.
Il 29 gennaio 2022 si accasa a titolo definitivo nell'Angers firmando un contratto dalla lunghezza di 3 anni e mezzo.

### Nazionale
Il 31 agosto 2017 fa il suo debutto con la nazionale U-21 disputando la trasferta, valida per la qualificazione all'Europeo di categoria, vinta 3-0 contro la rappresentativa moldava. L'8 novembre dello stesso anno va per la prima volta a segno con la casacca dei Mali Vatreni, segna una tripletta nella partita, sempre valida per le qualificazioni, vinta 5-0 contro il San Marino.

## Statistiche

### Presenze e reti nei club
Statistiche aggiornate al 29 gennaio 2022.
| Stagione                 | Squadra                  | Campionato               | Campionato | Campionato | Coppe nazionali | Coppe nazionali | Coppe nazionali | Coppe continentali | Coppe continentali | Coppe continentali | Altre coppe | Altre coppe | Altre coppe | Totale | Totale | Totale |
| Stagione                 | Squadra                  | Comp                     | Pres       | Reti       | Comp            | Pres            | Reti            | Comp               | Pres               | Reti               | Comp        | Pres        | Reti        | Pres   | Reti   |        |
| ------------------------ | ------------------------ | ------------------------ | ---------- | ---------- | --------------- | --------------- | --------------- | ------------------ | ------------------ | ------------------ | ----------- | ----------- | ----------- | ------ | ------ | ------ |
| 2012-2013                | Sebenico                 | 2.HNL                    | 9          | 0          | CC              | 0               | 0               |                    | -                  | -                  |             | -           | -           | 9      | 0      |        |
| 2014-2015                | Mouscron-Péruwelz        | D1                       | 2          | 0          | CB              | 0               | 0               |                    | -                  | -                  |             | -           | -           | 2      | 0      |        |
| 2015-gen. 2016           | Mouscron-Péruwelz        | D1                       | 11         | 0          | CB              | 2               | 1               |                    | -                  | -                  |             | -           | -           | 13     | 1      |        |
| Totale Mouscron-Peruwelz | Totale Mouscron-Peruwelz | Totale Mouscron-Peruwelz | 13         | 0          |                 | 2               | 1               |                    | -                  | -                  |             | -           | -           | 15     | 1      |        |
| gen.-giu. 2016           | Virton                   | D2                       | 9          | 1          | CB              | 0               | 0               |                    | -                  | -                  |             | -           | -           | 9      | 1      |        |
| 2016-2017                | Roeselare                | D2                       | 16+2       | 2+0        | CB              | 2               | 0               |                    | -                  | -                  |             | -           | -           | 20     | 2      |        |
| 2017-2018                | Admira Wacker M.         | BL                       | 28         | 5          | CA              | 1               | 0               |                    | -                  | -                  |             | -           | -           | 29     | 5      |        |
| 2018-2019                | Admira Wacker M.         | BL                       | 23         | 1          | CA              | 1               | 0               | UEL                | 2                  | 0                  |             | -           | -           | 26     | 1      |        |
| Totale Admira/Wacker     | Totale Admira/Wacker     | Totale Admira/Wacker     | 51         | 6          |                 | 2               | 0               |                    | 2                  | 0                  |             | -           | -           | 55     | 6      |        |
| 2019-2020                | Hajduk Spalato           | 1.HNL                    | 16         | 1          | CC              | 2               | 0               |                    | -                  | -                  |             | -           | -           | 18     | 1      |        |
| 2020-2021                | Hajduk Spalato           | 1.HNL                    | 28         | 1          | CC              | 3               | 0               | UEL                | 2                  | 0                  |             | -           | -           | 33     | 1      |        |
| Totale Hajduk Spalato    | Totale Hajduk Spalato    | Totale Hajduk Spalato    | 44         | 2          |                 | 5               | 0               |                    | 2                  | 0                  |             | -           | -           | 51     | 2      |        |
| 2021-gen. 2022           | Sebenico                 | 1.HNL                    | 19         | 10         | CC              | 2               | 1               |                    | -                  | -                  |             | -           | -           | 21     | 11     |        |
| gen.-giu. 2022           | Angers                   | L1                       | 0          | 0          | -               | -               | -               |                    | -                  | -                  |             | -           | -           | 0      | 0      |        |
| Totale carriera          | Totale carriera          | Totale carriera          | 153        | 21         |                 | 13              | 2               |                    | 4                  | 0                  |             | -           | -           | 170    | 23     |        |

### Cronologia presenze e reti in nazionale
| Cronologia completa delle presenze e delle reti in nazionale ― Croazia under 21 | Cronologia completa delle presenze e delle reti in nazionale ― Croazia under 21 | Cronologia completa delle presenze e delle reti in nazionale ― Croazia under 21 | Cronologia completa delle presenze e delle reti in nazionale ― Croazia under 21 | Cronologia completa delle presenze e delle reti in nazionale ― Croazia under 21 | Cronologia completa delle presenze e delle reti in nazionale ― Croazia under 21 | Cronologia completa delle presenze e delle reti in nazionale ― Croazia under 21 | Cronologia completa delle presenze e delle reti in nazionale ― Croazia under 21 |
| Data                                                                            | Città                                                                           | In casa                                                                         | Risultato                                                                       | Ospiti                                                                          | Competizione                                                                    | Reti                                                                            | Note                                                                            |
| ------------------------------------------------------------------------------- | ------------------------------------------------------------------------------- | ------------------------------------------------------------------------------- | ------------------------------------------------------------------------------- | ------------------------------------------------------------------------------- | ------------------------------------------------------------------------------- | ------------------------------------------------------------------------------- | ------------------------------------------------------------------------------- |
| 31-8-2017                                                                       | Chișinău                                                                        | Moldavia under 21                                                               | 0 – 3                                                                           | Croazia under 21                                                                | Qual. Europeo Under-21 2019                                                     | -                                                                               | 56’                                                                             |
| 4-9-2017                                                                        | Hartberg                                                                        | Austria under 21                                                                | 1 – 1                                                                           | Croazia under 21                                                                | Amichevole                                                                      | -                                                                               |                                                                                 |
| 5-10-2017                                                                       | Varaždin                                                                        | Croazia under 21                                                                | 2 – 1                                                                           | Bielorussia under 21                                                            | Qual. Europeo Under-21 2019                                                     | -                                                                               | 31’                                                                             |
| 9-10-2017                                                                       | Varaždin                                                                        | Croazia under 21                                                                | 5 – 1                                                                           | Rep. Ceca under 21                                                              | Qual. Europeo Under-21 2019                                                     | -                                                                               | 89’                                                                             |
| 8-11-2017                                                                       | Velika Gorica                                                                   | Croazia under 21                                                                | 5 – 0                                                                           | San Marino under 21                                                             | Qual. Europeo Under-21 2019                                                     | 3                                                                               |                                                                                 |
| 13-11-2017                                                                      | Salonicco                                                                       | Grecia under 21                                                                 | 1 – 1                                                                           | Croazia under 21                                                                | Qual. Europeo Under-21 2019                                                     | -                                                                               | 43’ 90+7’                                                                       |
| 27-3-2018                                                                       | Velika Gorica                                                                   | Croazia under 21                                                                | 4 – 0                                                                           | Moldavia under 21                                                               | Qual. Europeo Under-21 2019                                                     | 1                                                                               |                                                                                 |
| 10-9-2018                                                                       | Pola                                                                            | Bielorussia under 21                                                            | 0 – 4                                                                           | Croazia under 21                                                                | Qual. Europeo Under-21 2021                                                     | 1                                                                               | 65’                                                                             |
| 12-10-2018                                                                      | Pola                                                                            | Croazia under 21                                                                | 2 – 0                                                                           | Grecia under 21                                                                 | Qual. Europeo Under-21 2019                                                     | -                                                                               | 58’                                                                             |
| 15-10-2018                                                                      | Serravalle                                                                      | San Marino under 21                                                             | 0 – 4                                                                           | Croazia under 21                                                                | Qual. Europeo Under-21 2019                                                     | -                                                                               | 87’                                                                             |
| 15-1-2019                                                                       | Beauvais                                                                        | Francia under 21                                                                | 2 – 2                                                                           | Croazia under 21                                                                | Amichevole                                                                      | -                                                                               | 79’                                                                             |
| 25-3-2019                                                                       | Frosinone                                                                       | Italia under 21                                                                 | 2 – 2                                                                           | Croazia under 21                                                                | Amichevole                                                                      | -                                                                               | 46’                                                                             |
| 12-6-2019                                                                       | Pola                                                                            | Croazia under 21                                                                | 1 – 0                                                                           | Danimarca under 21                                                              | Amichevole                                                                      | -                                                                               | 72’                                                                             |
| 18-6-2019                                                                       | Serravalle                                                                      | Romania under 21                                                                | 4 – 1                                                                           | Croazia under 21                                                                | Europeo Under-21 2019 - 1º turno                                                | -                                                                               | 22’                                                                             |
| 21-6-2019                                                                       | Serravalle                                                                      | Francia under 21                                                                | 1 – 0                                                                           | Croazia under 21                                                                | Europeo Under-21 2019 - 1º turno                                                | -                                                                               | 22’ 56’                                                                         |
| Totale                                                                          |                                                                                 | Presenze                                                                        | 15                                                                              |                                                                                 | Reti                                                                            | 5                                                                               |                                                                                 |

## Palmarès

### Club

#### Competizioni nazionali
- Australia Cup: 1

Macarthur: 2024